# بئر الرفدي
مركز بئر الرفدي مركز بئر الرفدي هي قرية سعودية تقع غرب منطقة حائل وتبعد عنها 160 كم، وتتبع إدارياً محافظة الشملي. تشتهر بالزراعة ووفرة المياه والتمور، وتقع حدود المركز غرب محافظة الشملي، ورئيس المركز الحالي هو بدر سليمان الرفدي.

## التاريخ
كان أول من نزل وحفر البئر هو الشيخ سليمان مرضي الرفدي من قبيلة عنزة وكان ذلك سنة 1396هـ(1) وهي تحتوي على نسبة عالية من مادة الكبريت التي يؤكد كثيرون أنها فاعلة في القضاء على هذه الأمراض بنسب كبيرة، حيث يقصدها آلاف البشر حسب سكان القرية المسماة على اسم هذه البئر لغرض الاستطباب. وتستقبل بئر الرفدي كثيرين من جميع مناطق المملكة والخليج وحتى العالم العربي، ممن يشكون الأمراض الجلدية المستعصية والباطنية، حيث يؤكدون أن المياه الكبريتية التي تحتويها البئر تساعد على الشفاء من تلك الأمراض.

## المناخ
مناخه كمناخ بلاد نجد عموماً وهو حار جاف صيفاً بارد ممطر شتاءً، وترتفع درجات الحرارة خلال شهري أغسطس وسبتمبر وذلك بسبب هبوب الرياح الموسمية مما يسبب ارتفاعاً حرارياً يتجاوز احياناً ال40 درجة مئوية. وتتساقط الأمطار عموماً خلال فصلي الشتاء والربيع، وينفرد شهري يناير وفبراير بكونهما الشهران الأكثر سقوطاً للأمطار من بين أشهر السنة.

## الطبيعة والأرض
تشتهر قرية بئر الرفدي ومحيطها بوفرة المياه الجوفية فهي أرض زراعية وتتوفر فيها الفواكه والخضروات والنخيل بسبب أرضها الخصبة وتربتها الصالحة والمناسبة للزراعة.

## القرى التابعة
- قرية حفاير العهين
- قرية دفاين سعيد
- قرية دفاين الظباء
- قرية محير ذويرة
- قرية البويطن

## أبرز المعالم
- جبل ثنان
- جبال موزرات
- البشيمانة
- حلاة دنن
- حرة الغويطات
- حمر البدون
- حمر ديسان
- حمر المكاون
- الظهر